# Nattfotografering

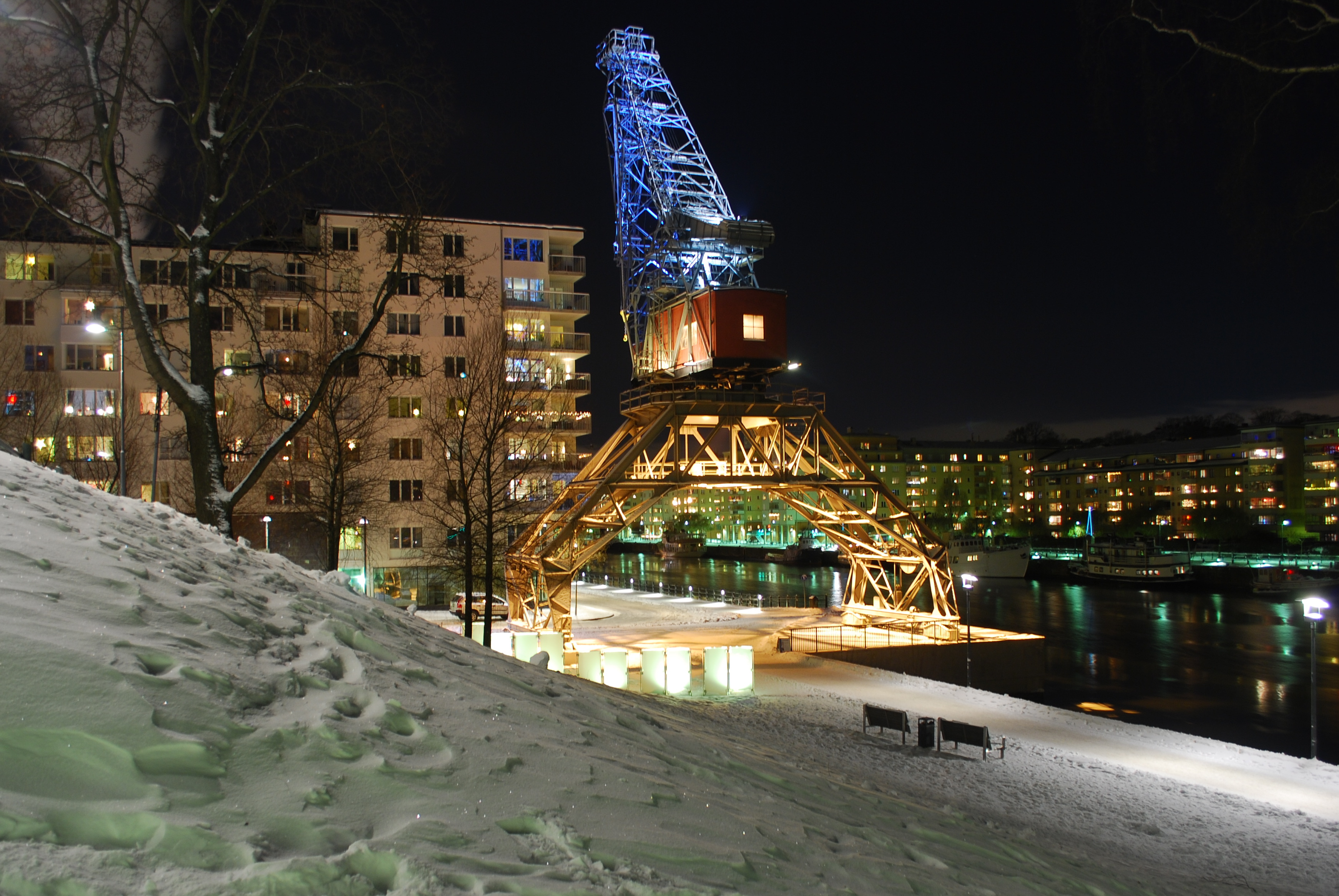
Bild tagen med en digital systemkamera inställt på lång exponeringstid (5 sekunder).

Vid nattfotografering behöver kameran sitta på stativ för att undvika skakningsoskärpa. Eftersom det är mörkt på natten får man långa exponeringstider, varför man måste ta hänsyn till reciprocitetsfaktorn. Detta innebär att vid fotografering med film måste exponeringstiden bli längre än vad kamerans exponeringsmätare visar för att bilden ska bli rätt exponerad. Hur mycket exponeringstiden behöver förlängas är beroende av vilken film som används och ljusvärdet. Sensorn i en digitalkamera arbetar enligt principen för den fotoelektriska effekten och berörs inte av reciprocitetseffekten. Vid sidan av reciprocitetseffekten lyser himlen vid gryning och skymning mörkblått och detta kallas av fotografer för blå timmen.